# Giuseppe Flangini
Giuseppe Flangini (Verona, 12 ottobre 1898 – Verona, agosto 1961) è stato un pittore italiano.

## Biografia
Diplomatosi a Verona, iniziò la professione di maestro elementare, che mantenne anche una volta trasferitosi a Milano. Sviluppò interessi polivalenti, si dedicò al teatro, al cinema e alla pittura, sulla quale si concentrò prevalentemente a partire dagli anni Cinquanta, aderendo anche ai gruppi degli artisti del Caffè San Babila e della Galleria La Colonna.

## Produzione artistica
Sin dagli anni Venti partecipò a numerose collettive, quali le Biennali Nazionali d'Arte di Verona, le esposizioni all'Opera Bevilacqua La Masa di Venezia, dei premi Marzotto, Suzzara, Dalmine e Gallarate.
Alcune sue opere sono conservate presso la Galleria d'arte moderna di Verona, il Museo di Suzzara, la Fondazione Domus di Verona, l'UniCredit Group Collection, la Banca Popolare di Verona e il Banco Popolare Patrimonio Artistico.

## Mostre postume
Si ricordano le esposizioni postume alla Casa di Giulietta (1962), a Palazzo Reale (1967), all'Arengario (1970), alla Permanente e al Museo di Castelvecchio (1977).
Fra le esposizioni più recenti, si ricordano quelle tenute alla Fondazione Stelline (Milano, 2001), al Cercle Municipal (Lussemburgo, 2001), a Palazzo Te (2002), al Musée de la Mine (Lewarde, 2007), al Palazzo Imperiale di Innsbruck (2008), al Complesso del Vittoriano (2008), ai Musei civici di Padova (2012) e all'Ambasciata d'Italia a Washington (2012).